# سینیشا لینیچ
سینیشا لینیچ (کرواتی: Siniša Linić؛ زادهٔ ۲۳ اوت ۱۹۸۲) بازیکن فوتبال اهل کرواسی بود.
از باشگاه‌هایی که در آن بازی کرده‌است می‌توان به باشگاه فوتبال ایسترا ۱۹۶۱، باشگاه فوتبال کوپر، باشگاه فوتبال بنی یهودا تل آویو، باشگاه فوتبال هایدوک اسپلیت، و باشگاه فوتبال رییکا اشاره کرد.
وی همچنین در تیم ملی فوتبال کرواسی بازی کرده‌است.